# Dunhuang
Dunhuang (chinois simplifié : 敦煌市 ; pinyin : Dūnhuáng shì), parfois orthographié Touen-Houang ou Toun-houang, est une ville-district de la province du Gansu en Chine. Elle est placée sous la juridiction de la ville-préfecture de Jiuquan. Son territoire, essentiellement désertique, s'étend sur 26 960 km2. Cette ville est surtout connue pour abriter des grottes bouddhistes, notamment celles de Mogao et de Qianfo Dong. Cette ville était sur la route de la soie.
Elle était autrefois appelée Shazhou (zh) (沙州, shāzhōu), la préfecture du sable. Ce nom a été conservé pour un bourg de la préfecture, Shazhou zhen (沙州镇).

## Histoire

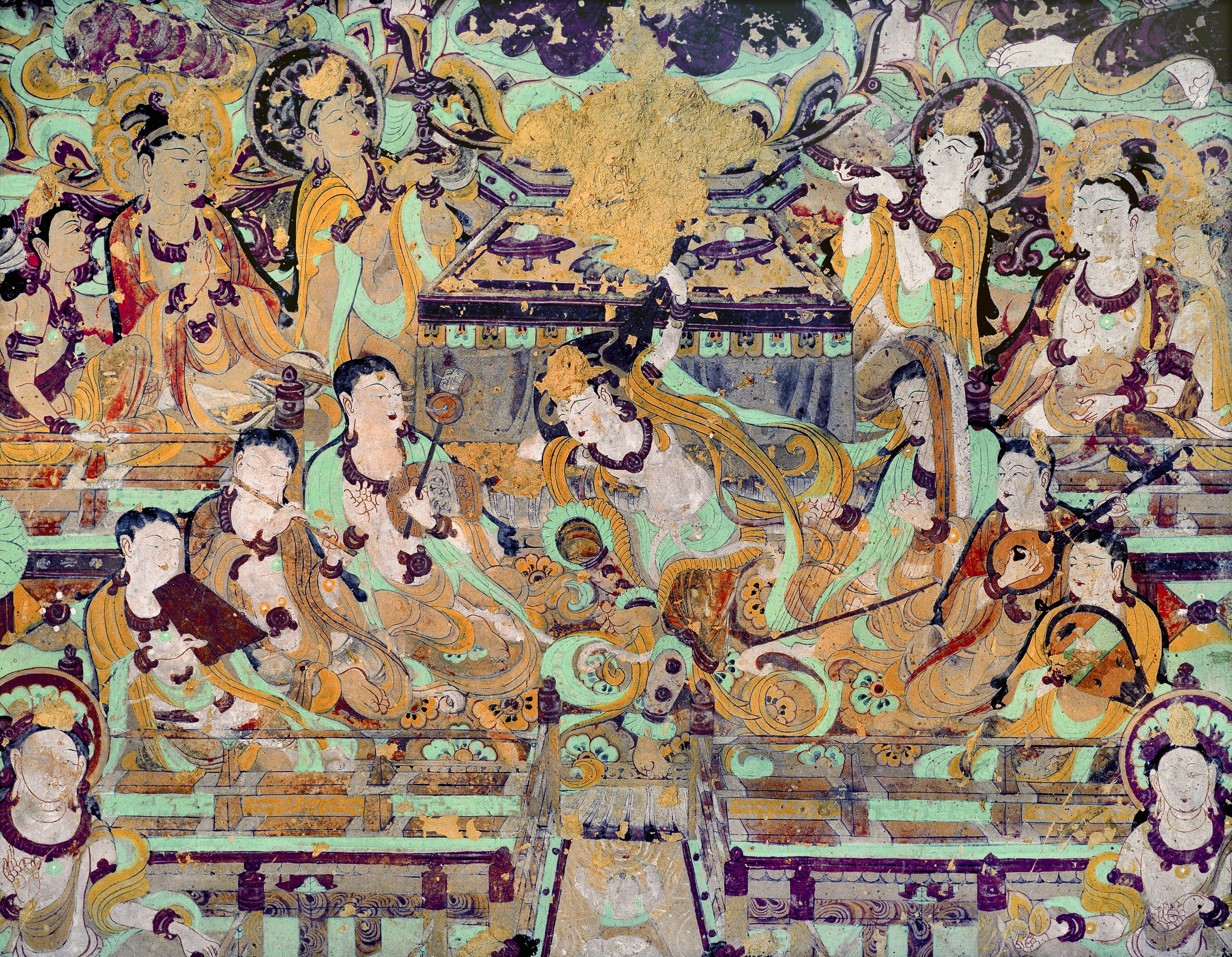
Orchestre sogdien à la joueuse de pipa
Période Tang moyenne, 762-827
Grotte de Mogao N° 112

Dunhuang est construite par les Chinois et érigée en préfecture en 111 av. J.-C. par les Han près de l'oasis de Shazhou (沙洲) sur une décision de l'empereur Han Wudi, et après la campagne menée contre les Huns par le général Huo Qubing. La ville a été un point important d'échanges entre la Chine et le monde extérieur pendant les dynasties Han et Tang, au point qu'au IIe siècle, elle comptait une population considérable de 76 000 habitants. Les premières grottes bouddhiques furent creusées en 353, décorées de peintures par les pieux voyageurs pour garantir le bon achèvement du périlleux voyage qu'ils avaient entrepris.
Au cours de la seconde moitié du VIIe siècle, les Tibétains (voir l'Empire du Tibet) s'emparent de Dunhuang, et n'en seront chassés que vers la fin de la dynastie Tang, en 851, par le général chinois Zhang Yichao (en), avant que la ville ne tombe[Quand ?] sous la dépendance d'autres populations[Qui ?].
En 1227 – année de la mort de Gengis Khan à qui succède son fils Ögödei – les Mongols s'emparent de la région, et continuent les conquêtes initiées par ses prédécesseurs sur la majorité de l'Asie. En 1279, Kubilai Khan, petit-fils de Gengis Khan, devient le premier dirigeant de la dynastie Yuan, mongole, qui dirige alors toute la Chine.
Dès le XVIe siècle, la région échappe à l'empire chinois, pour tomber sous la coupe du khanat musulman de Djaghataï.
À la suite de la découverte en 1900, dans la « bibliothèque murée » des grottes de Mogao, de plusieurs dizaines de milliers de vieux manuscrits et d'autres objets anciens, par le taoïste Wang Yuanlu (l'« abbé Wang »), les archéologues étrangers affluèrent. Paul Pelliot put acheter à Wang Yuanlu, entre de très nombreux objets, de vieux manuscrits tibétains, dont la totalité fut cataloguée par Marcelle Lalou ; ces manuscrits tibétains se trouvent actuellement à la Bibliothèque nationale de France.
Les quelques milliers d'autres objets rapportés par Paul Pelliot, tels que des peintures sur soie Tang, des statues, des manuscrits et autres documents non bouddhiques (tels qu'une rarissime version nestorienne de L'Évangile selon Saint Jean, par exemple), se trouvent aujourd'hui essentiellement au musée Guimet.

## Géographie
À l'origine poste de contrôle de la Route de la soie, la ville-oasis est située à l'est du désert du Taklamakan, près de la jonction des deux pistes caravanières qui contournaient ce désert, l'une par le nord, l'autre par le sud, en provenance d'Asie centrale.

### Climat

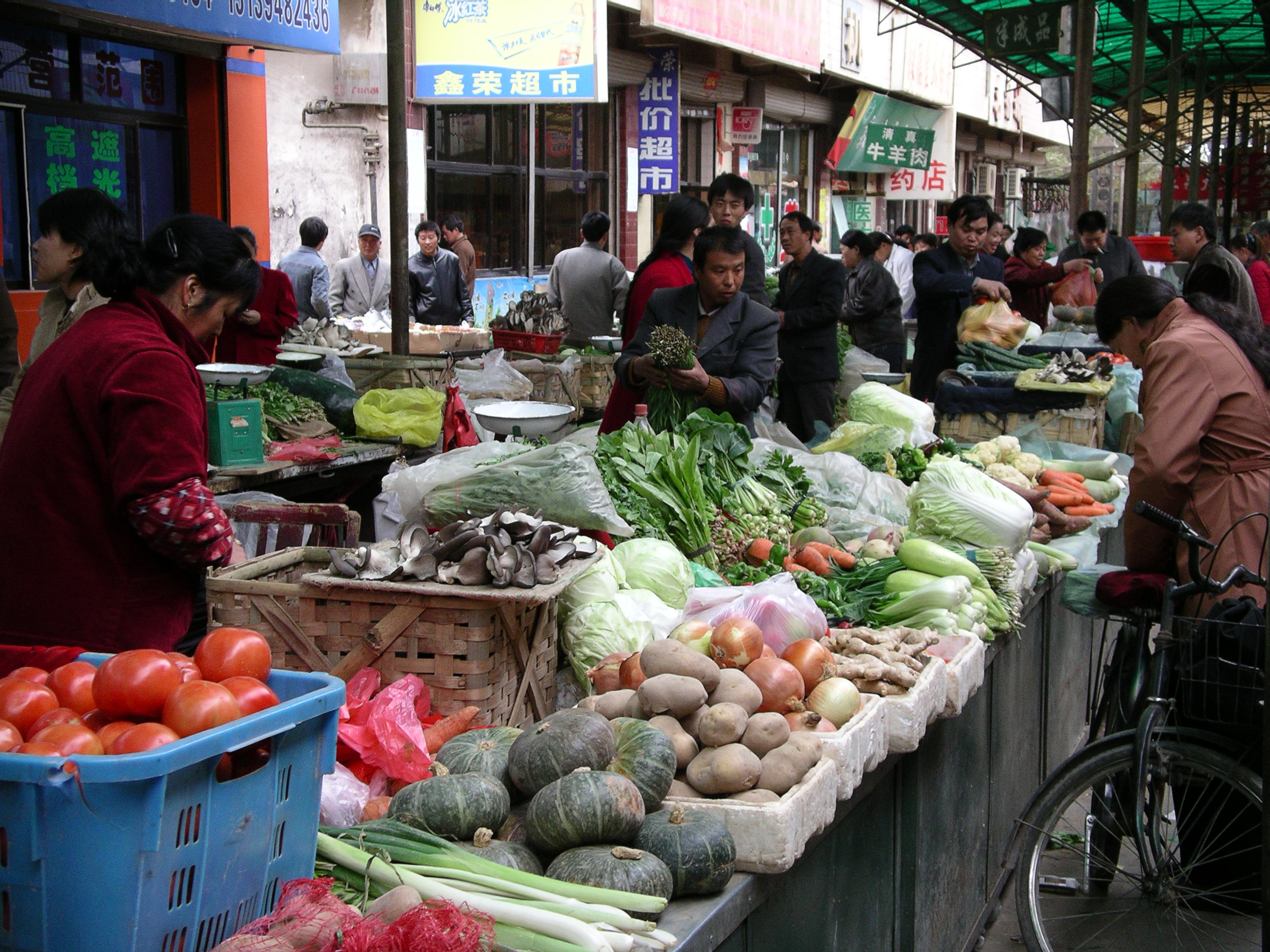
Marché à Dunhuang

Dunhuang a un climat désertique sec et froid (BWk selon la classification de Köppen), avec un total de précipitations annuelles de 67 mm, dont la majorité en été. Les précipitations ne se produisent que sporadiquement et s'évaporent rapidement. Les hivers sont longs et froids, avec une température moyenne sur 24 heures de −8,3 °C en janvier, tandis que les étés sont chauds avec une moyenne en juillet de 24,6 °C ; La moyenne annuelle est de 9,48 °C. Les moyennes de variation de températures diurnes annuelles sont de 16,1 °C. Il y a 3 258 heures de soleil par an, et seul mars ne reçoit que 70 % du total possible[pas clair].
Il n'est pas rare d'observer des trombes terrestres de faible intensité dans le désert avoisinant la ville.
| Mois                                | jan.  | fév.  | mars | avril | mai | juin | jui. | août | sep. | oct. | nov. | déc. | année |
| ----------------------------------- | ----- | ----- | ---- | ----- | --- | ---- | ---- | ---- | ---- | ---- | ---- | ---- | ----- |
| Température minimale moyenne (°C)   | −14,6 | −10,5 | −3,2 | 4,1   | 9,6 | 13,9 | 16,4 | 14,6 | 8,5  | 0,6  | −5,5 | −12  | 3,5   |
| Température maximale moyenne (°C)   | −0,8  | 4,9   | 12,7 | 21,2  | 27  | 30,9 | 32,7 | 31,7 | 26,8 | 18,8 | 8,4  | 0,6  |       |
| Précipitations (mm)                 | 0,8   | 0,8   | 2,1  | 2,4   | 2,4 | 8    | 15,2 | 6,3  | 1,5  | 0,8  | 1,3  | 0,8  |       |
| Nombre de jours avec précipitations | 1,5   | 0,9   | 1,2  | 1,3   | 1,3 | 3,7  | 4,8  | 2,6  | 0,9  | 0,5  | 1,1  | 1,3  |       |

## Monuments et sites remarquables

### Grottes des environs

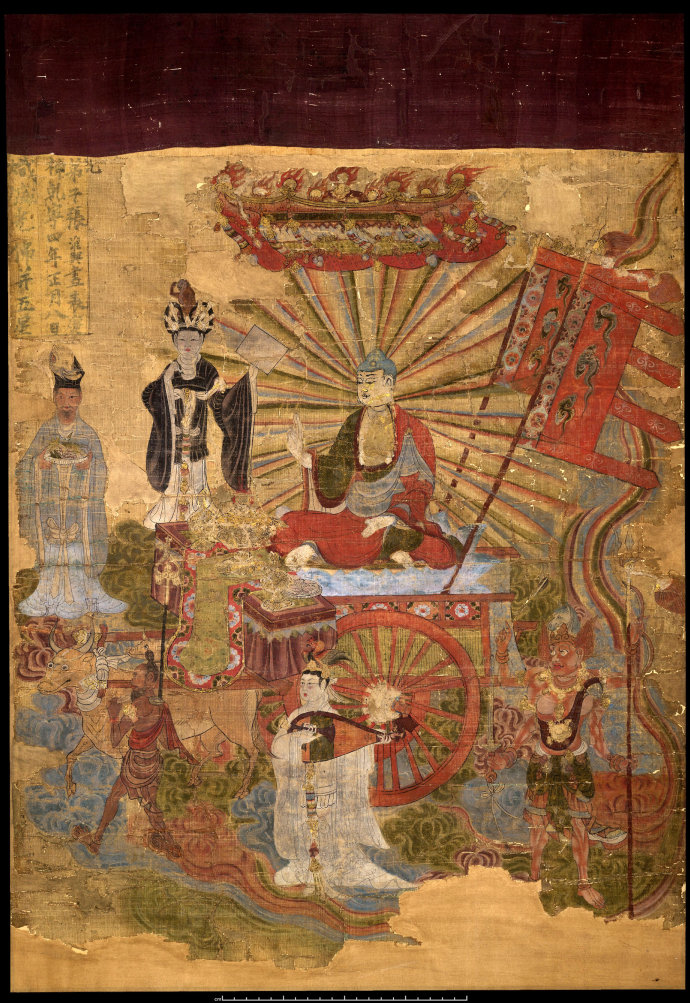
Bouddha des lumières flamboyantes et les Cinq Planètes. H 80,4 cm. Daté 897. British Museum
Origine : Qian Fo Dong, Grotte des mille Bouddha

- Les Grottes de Dunhuang désignent toutes les grottes existant dans l'ancienne préfecture du même nom[10] :
  - Grottes de Mogao (735 grottes, dont 492 avec décor peint ou/et sculpté) (莫高窟, mògāo kū), à la découverte desquelles Dunhuang doit d'être aujourd'hui connue du monde entier, dans lesquelles fut découvert l'un des premiers ouvrages imprimés de l'histoire de l'humanité. Il s'agit du Soutra du Diamant, daté de 868 apr. J.-C.
  - Grottes aux Mille Bouddha de l'Ouest (22 grottes)
  - Grottes de Yulin, dans le district de Guazhou (42 grottes)
  - Grottes aux Mille Bouddha de l'Est (9 grottes)
  - Grottes de Shuixiakou
  - Grottes de Wugemiao, district de Subei (6 grottes)
  - Grottes de Yigemiao (2 grottes)

#### Grottes de Mogao

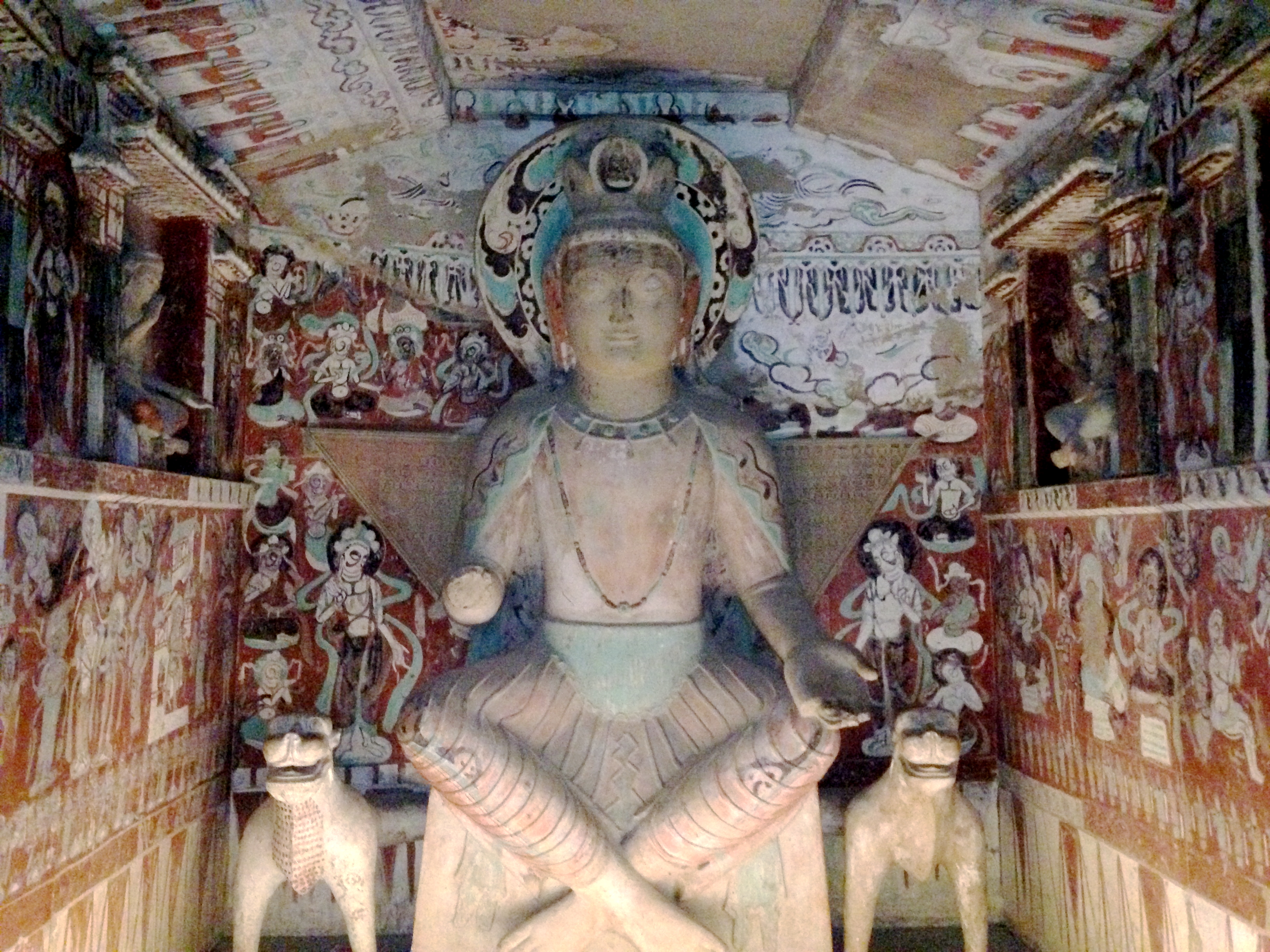
Maitreya. Grotte de Mogao n° 275. Peintures et sculpture de la dynastie des Liang du Nord

À 27 km au sud-est de la ville se trouvent les grottes de Mogao, où ont été découverts de magnifiques peintures murales créées de la dynastie Wei (386-581) à la dynastie Yuan (1279-1368). De très nombreuses statues, dont une statue de Maitreya assis en lotus de 35 mètres de haut, une allongée de plusieurs dizaines de mètres de long et de précieux manuscrits médiévaux. En 1879, des explorateurs russes puis des géologues hongrois visitent ces grottes. En 1900, le moine taoïste Wáng Yuánlù redécouvre les manuscrits. Plus tard, la redécouverte de fresques vers 1946 est mentionnée et décrite par Francois Cheng dans son livre Le Dit de Tianyi.
Des destructions ont eu lieu : musulmans, réfugiés russes blancs, expédition Langdon Warner. Des prélèvements massifs de manuscrits et objets (de la bibliothèque secrète découverte par Wang Yuánlù), ont également eu lieu au début du XXe siècle, négociés et emportés par des archéologues de nationalité britannique, française, japonaise et russe. Le site fut protégé durant la révolution culturelle.

### Monuments et sites remarquables

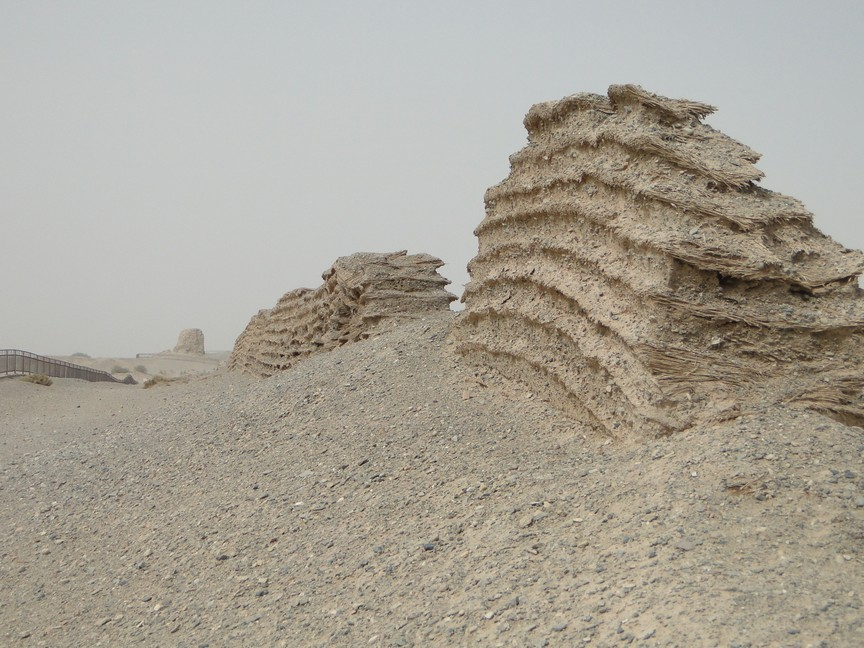
Vestiges de la grande muraille de la dynastie Han, vers Dunhuang

- Pagode du Cheval blanc (白马塔 / 白馬塔, báimǎtǎ) : située au sud-ouest de la ville, cette pagode commémore la mort du cheval blanc qui fut, en 384, le fidèle compagnon du moine de Koutcha, Kumarajiva.
- Portes de Yumenguan (玉门关 / 玉門關, Yùménguān, « le passage de Jade »), composante de la route de la soie proche de Majuanwan (马圈湾 / 馬圈灣, măjuānwān), et de Yangguan : Distantes l'une de l'autre de 68 km, et datant de la dynastie Han, elles faisaient partie de la portion la plus à l'ouest de la Grande Muraille de Chine, et contrôlaient l'accès de Dunhuang. Il n'en reste plus aujourd'hui que des vestiges.
- Un gigantesque site de production d'énergie photovoltaïque, au sud-ouest de la ville, sur la nationale 215 (G215), à moins de 10 km du centre-ville, et en face une reconstitution de château de la dynastie Han, utilisé comme décor de cinéma dans de nombreux films.
- La grande mosquée de la ville, avec son dôme doré.
- À l'ouest de la ville, dans le désert de Gobi, il est possible de visiter des paysages de pierre Yardang (雅丹, yǎdān) dans la Géoparc national de Dunhuang Yardang. Celle-ci est située dans la région autonome du Xinjiang, voisine, mais se visitant depuis Dunhuang, celle-ci en étant la ville la plus proche.
- Un petit parc à thème avec la reconstitution d'un « château » d'une dynastie chinoise, avec quelques yourtes, des machines de guerre mongoles ou han, et une grande oasis. Il est possible d'y faire des tours à dos de cheval ou en carriole tirée par des ânes.

### Le paysage aménagé en parc d'attractions

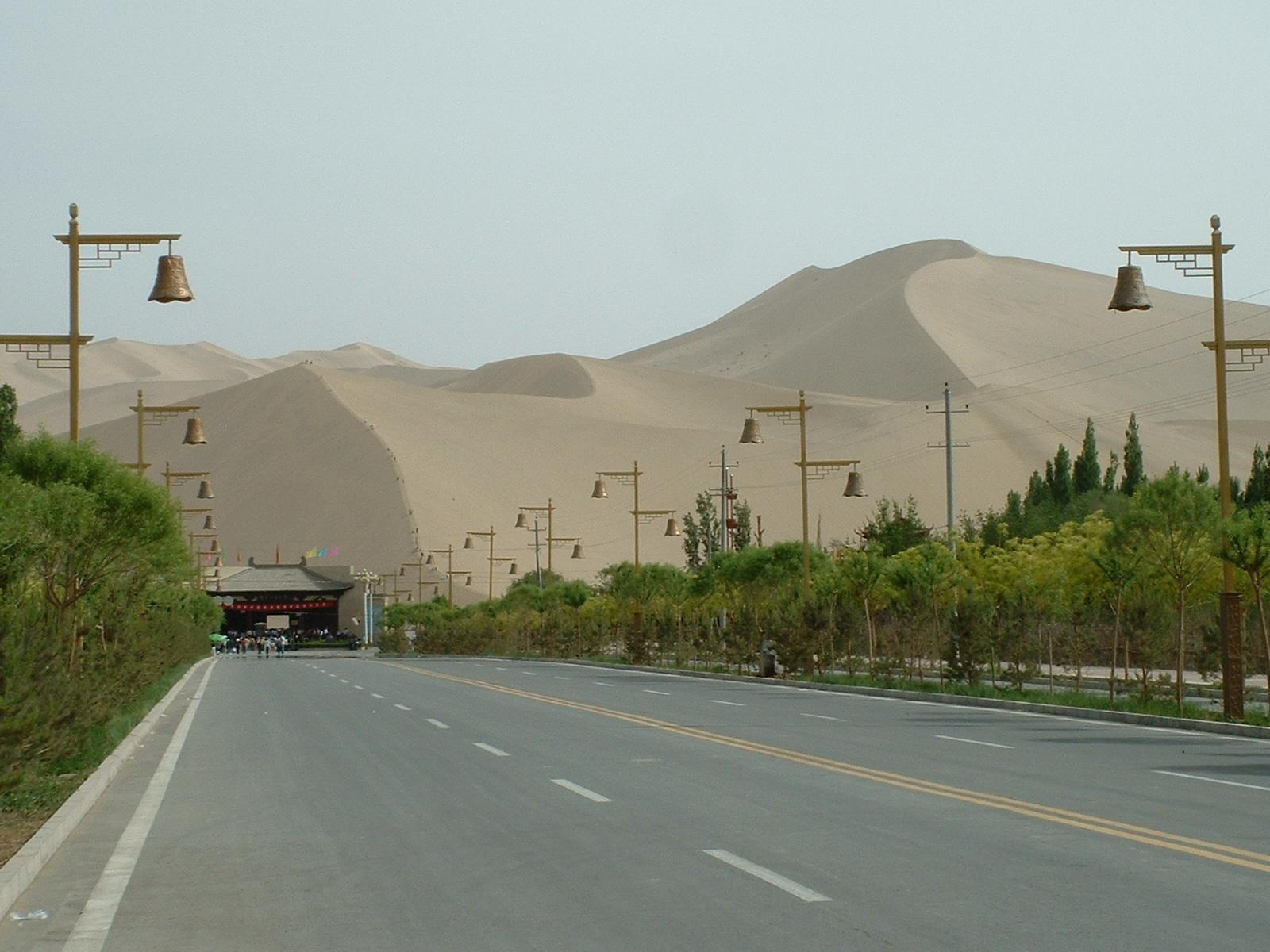
Les « dunes qui chantent » sur le bord oriental du désert de Kumtag près de Dunhuang

Le quartier des attractions scéniques des « Dunes qui chantent », Mingsha , et de la « Source du Croissant de Lune » (鸣沙山月牙泉风景名胜区) : situés à 3 km au sud de Dunhuang, avec, parmi les 40 km d'Est en Ouest et 20 km du Nord au Sud des dunes Mingsha (鸣沙山, míng shāshān, « Dune du sable chantant »), une dune jaune surplombant de 250 mètres la source du Croissant de Lune (月牙泉, yuèyá quán). On peut aussi y trouver depuis peu le musée de Dunhuang. Il est également possible de se promener dans les dunes à dos de chameau, en véhicule 4x4, ou de faire un tour en ULM. Des bottes orange fluo sont également disponibles à la location afin de réduire considérablement l'ensablement des chaussures.

## Démographie
La population du district était de 186 027 habitants en 2010.

## Culture

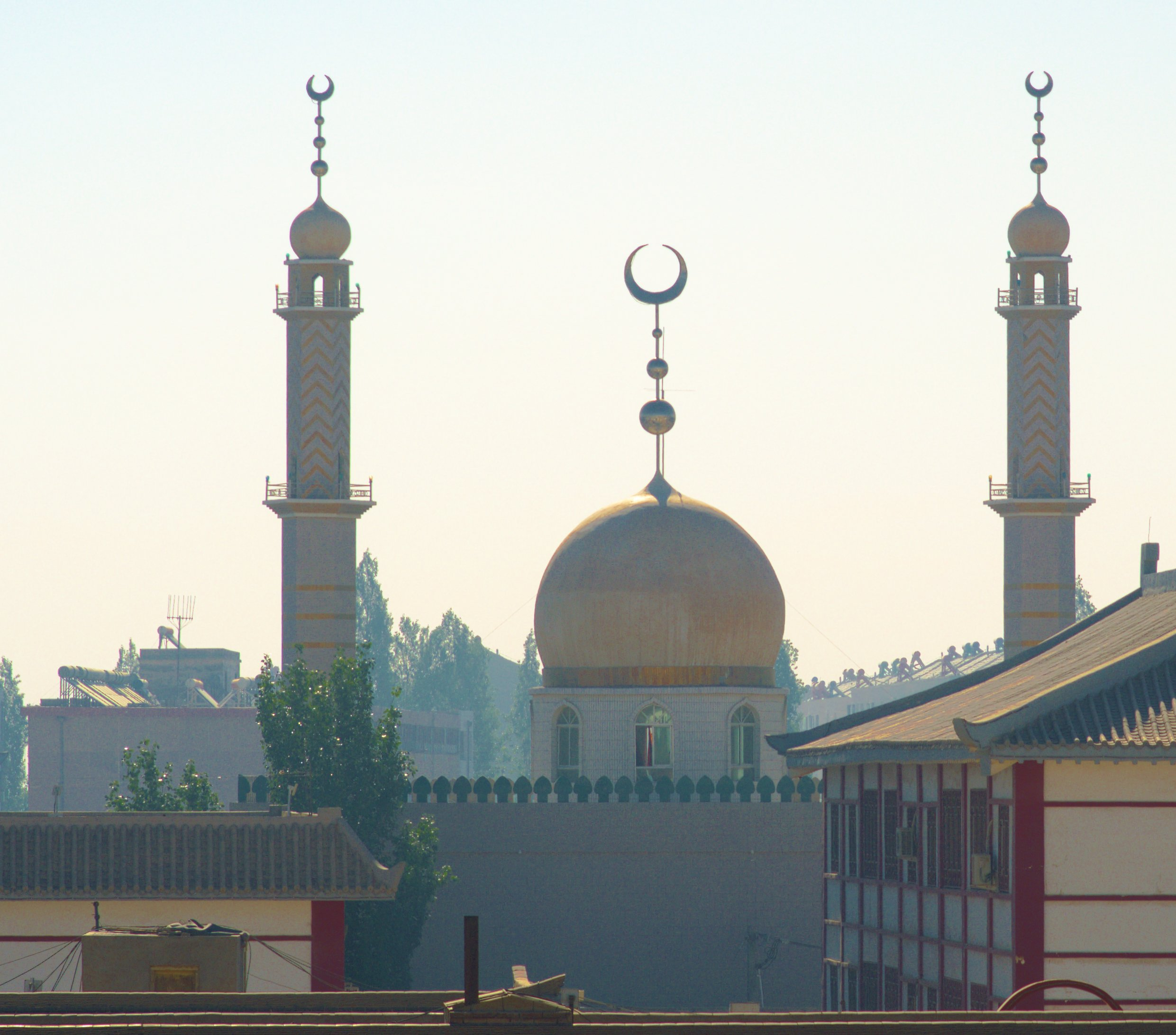
Grande mosquée de Dunhuang

Au sud-ouest de la ville, une ville fortifiée artificielle dans le style de l'époque des Han a été construite et sert principalement de décor de cinémas. On peut la visiter. D'autres fortifications de cette époque se trouvent sur la ville-préfecture, comme près de la porte Yangguan.

### Vêtements
Il est possible de voir dans la ville des femmes intégralement voilées (à l'exception des yeux), surtout pour se protéger du soleil et des vents de sable. Cela n'a pas de rapport avec la pratique locale de la religion musulmane, qui n'impose pas de voile intégral[réf. nécessaire].

### Religion

#### Mosquée
Une importante communauté musulmane vit à Dunhuang, aussi l'édifice religieux le plus important de la ville est-il sa mosquée.

## Énergie

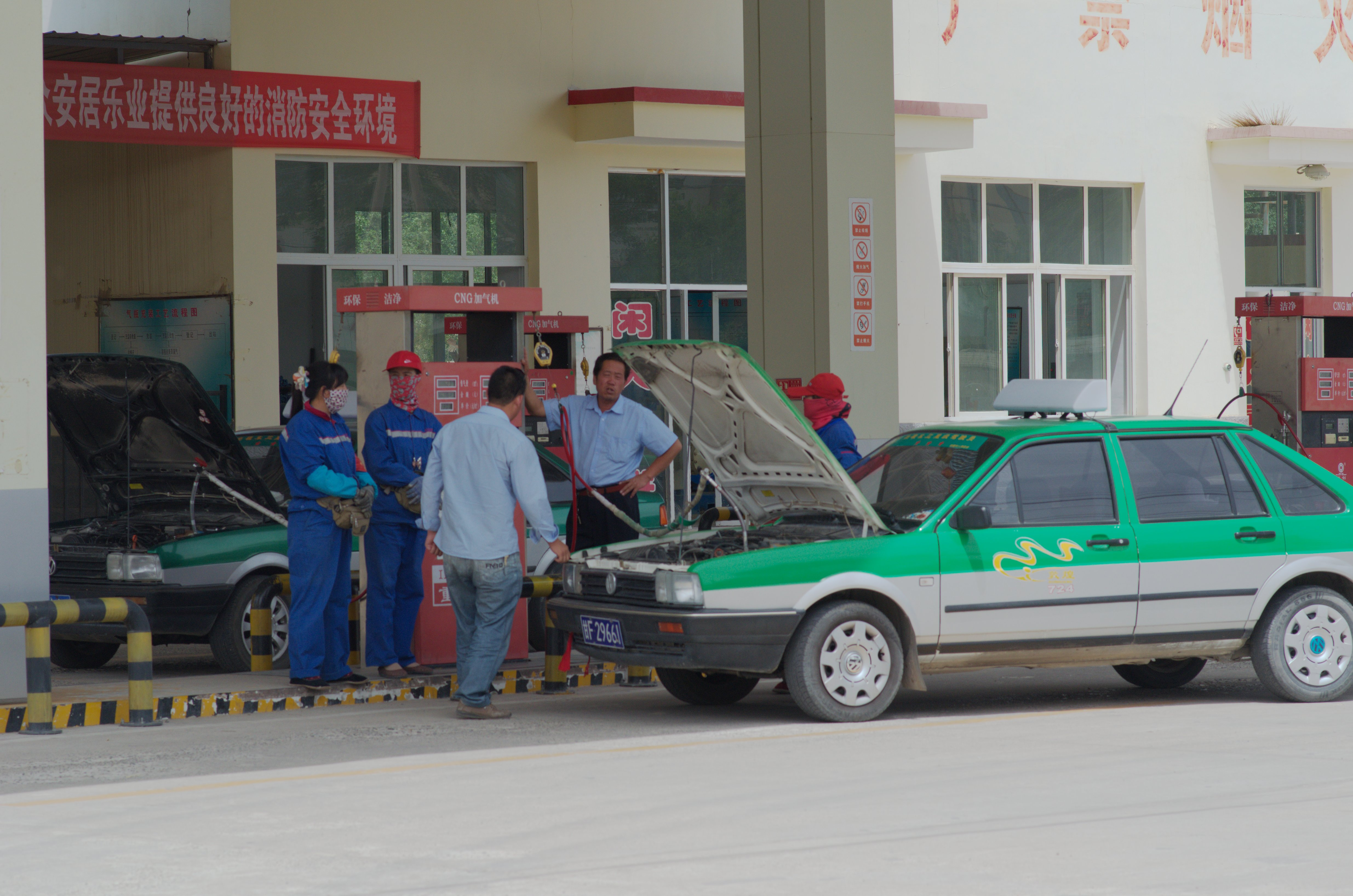
Remplissage d'un taxi au gaz naturel dans une station service dédiée, en bordure de la ville.

Les taxis de Dunhuang roulent au gaz naturel. Lors du remplissage du véhicule, seul le personnel de la station et les chauffeurs sont autorisés à rester dans la station, afin de minimiser les risques liés aux possibles accidents, les passagers doivent se placer à la sortie de la station (voir photo).

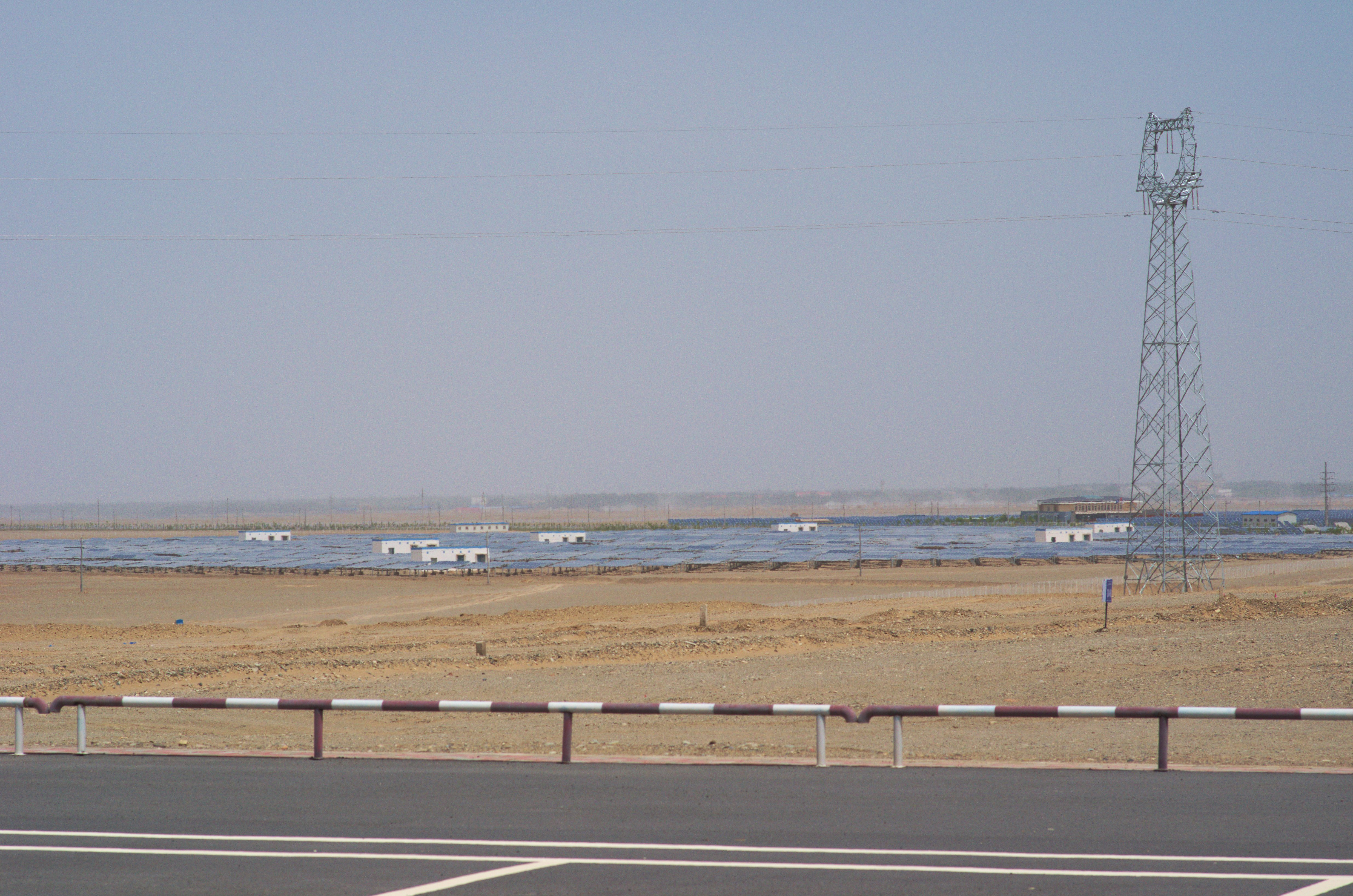
Champs photovoltaïque de 10 MW de Dunhuang

Le parc solaire Gansu-Dunhuang est une immense centrale solaire photovoltaïque d'environ 9 km2 et produisant 10 MW d’électricité, située au Sud-Ouest de la ville. C’était le plus grand de Chine en 2009. Un réseau de distribution d'électricité de 750 000 volts a été créé spécialement.
L'utilisation de chauffe-eau solaire est massive dans cette ville très ensoleillée, comme dans une bonne partie du reste de la Chine (voir la photo de la mosquée).

## Agriculture
La ville-district comporte de nombreux vignobles et le centre urbain, formant une oasis dans le désert, est entouré de milliers de petits champs.

## Transports

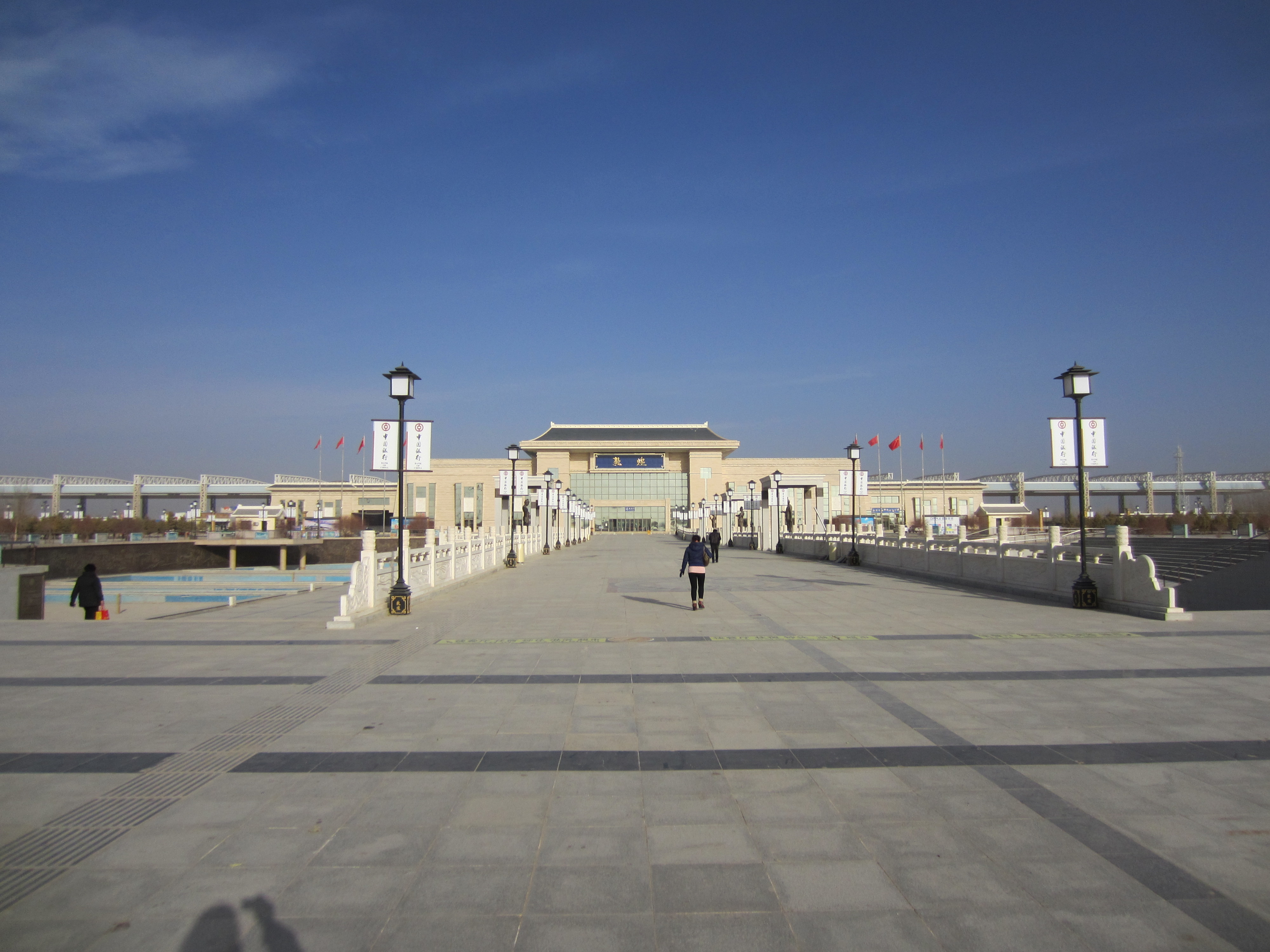
Gare de Dunhuang

- Les taxis peuvent être loués pour plusieurs jours afin de visiter la ville et les environs.
- La gare de Dunhuang (zh) (chinois : 敦煌站) est une gare ferroviaire située à l'Est de la ville et accueille des trains en provenance et à destination de Lanzhou et d'autres villes gérés par les chemins de fer de Lanzhou.
- L'aéroport de Dunhuang (chinois : 敦煌机场) est situé à l'Est de la ville, près de la gare. Il dessert des destinations intérieures uniquement.
- Un aérodrome de tourisme est situé au Sud de la ville, au bord des dunes de sable et accueille des ULM à usage touristique, pour voir la région depuis le ciel. Des vols sont proposés à partir de 290 RMB pour voir quelques points de vue de la région.

## Galerie de photos

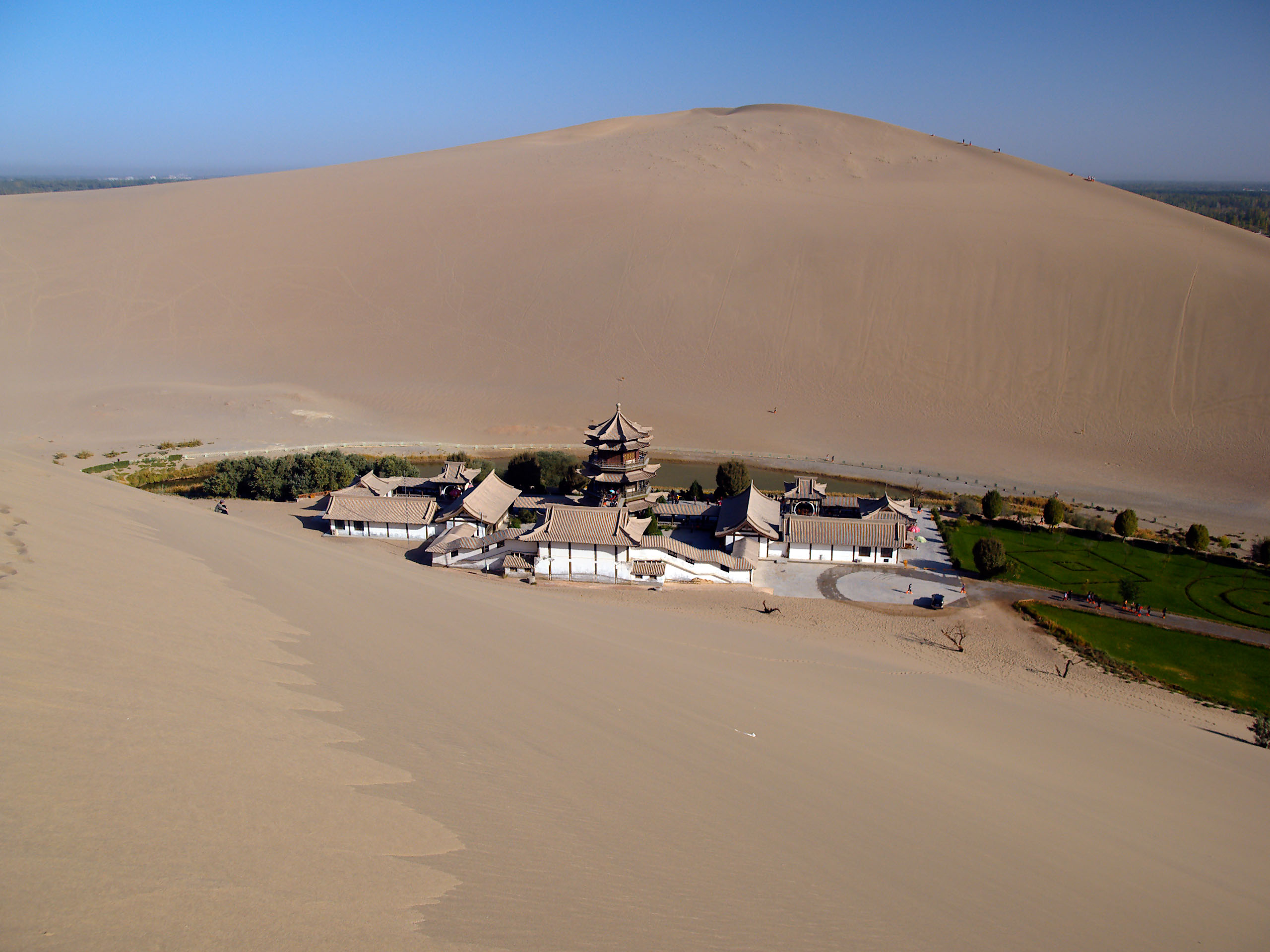
Oasis du Croissant de Lune
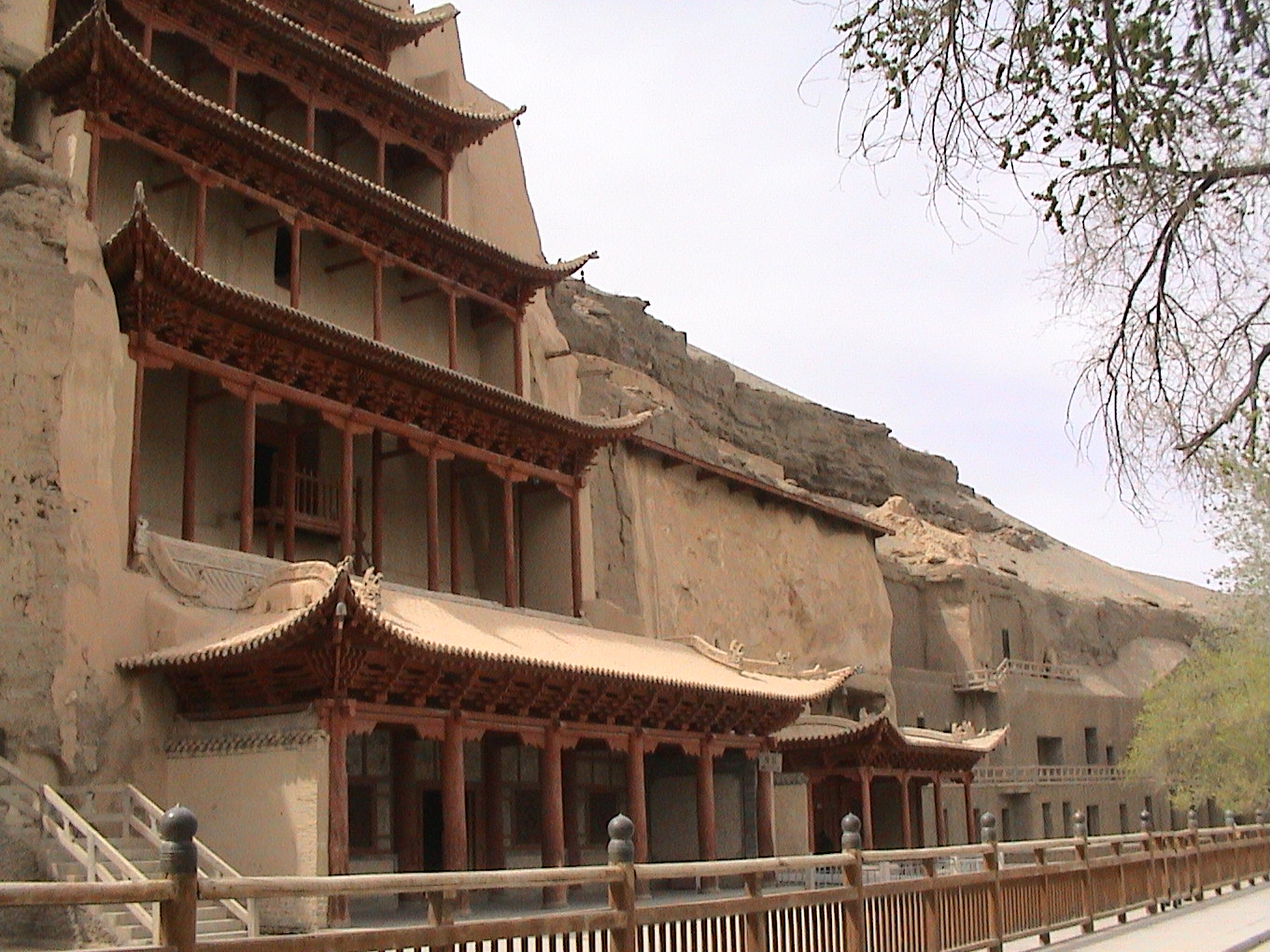
Grottes de Mogao
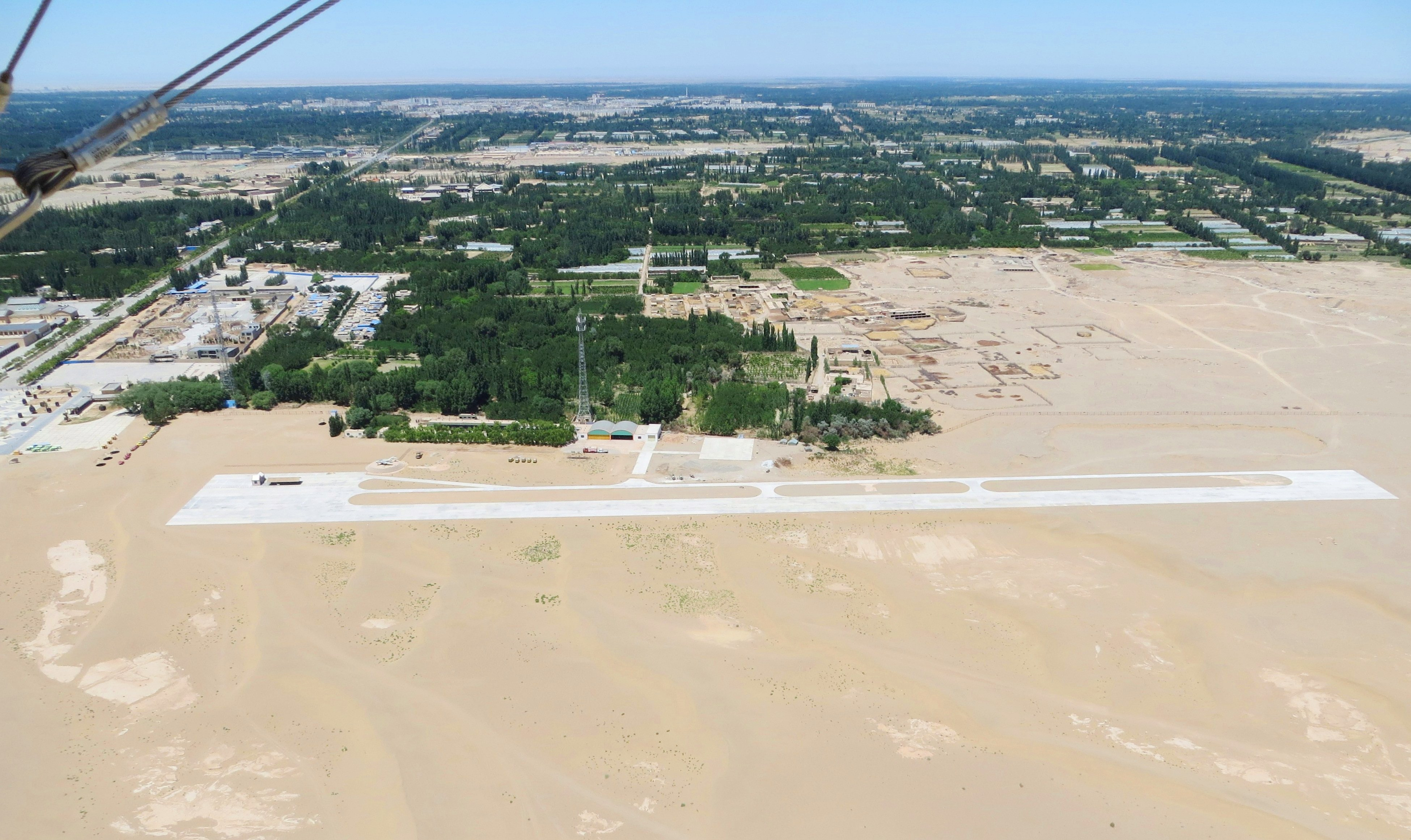
Aérodrome et centre-ville vus du ciel
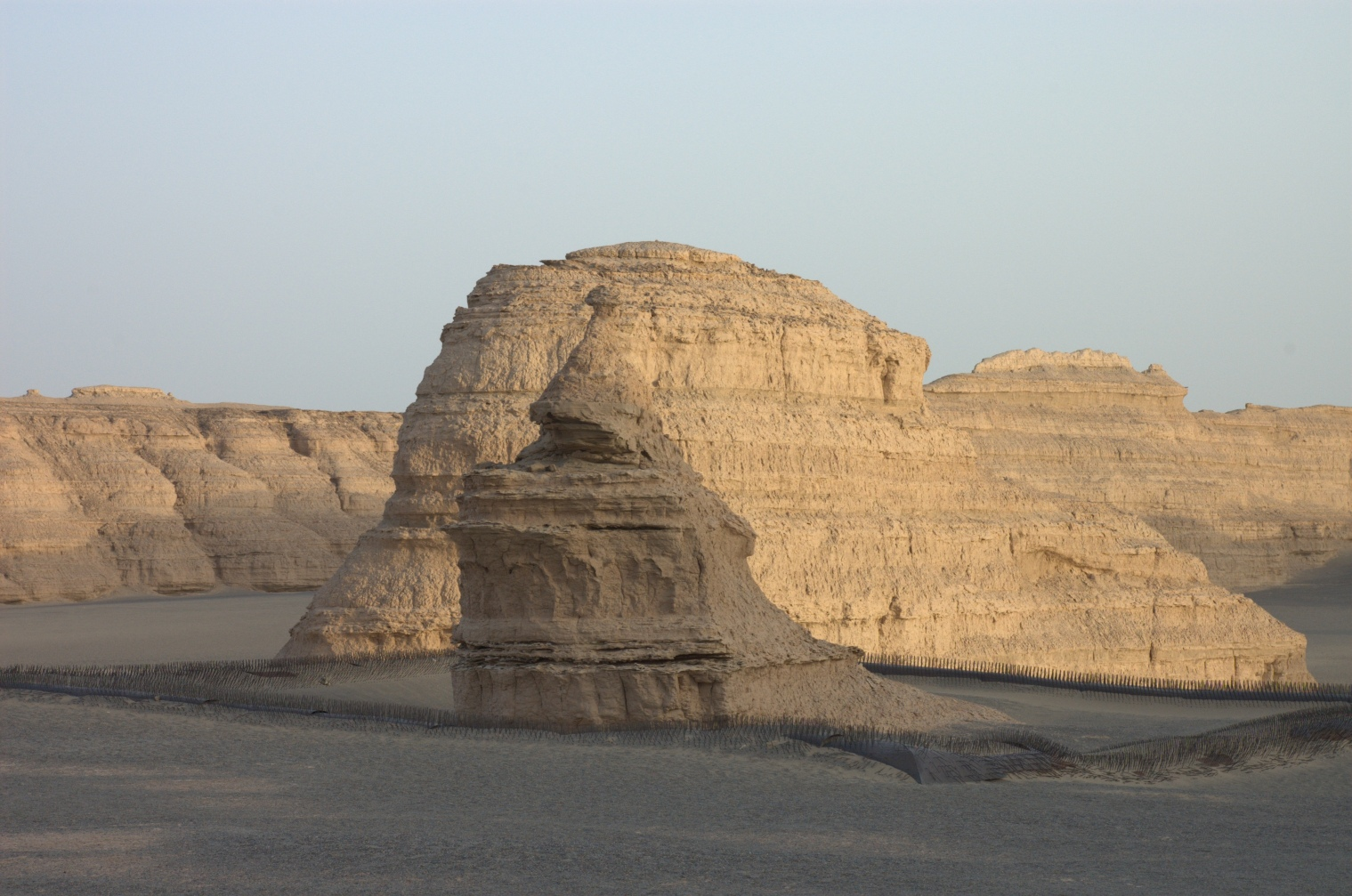
Yadan, en plein désert.
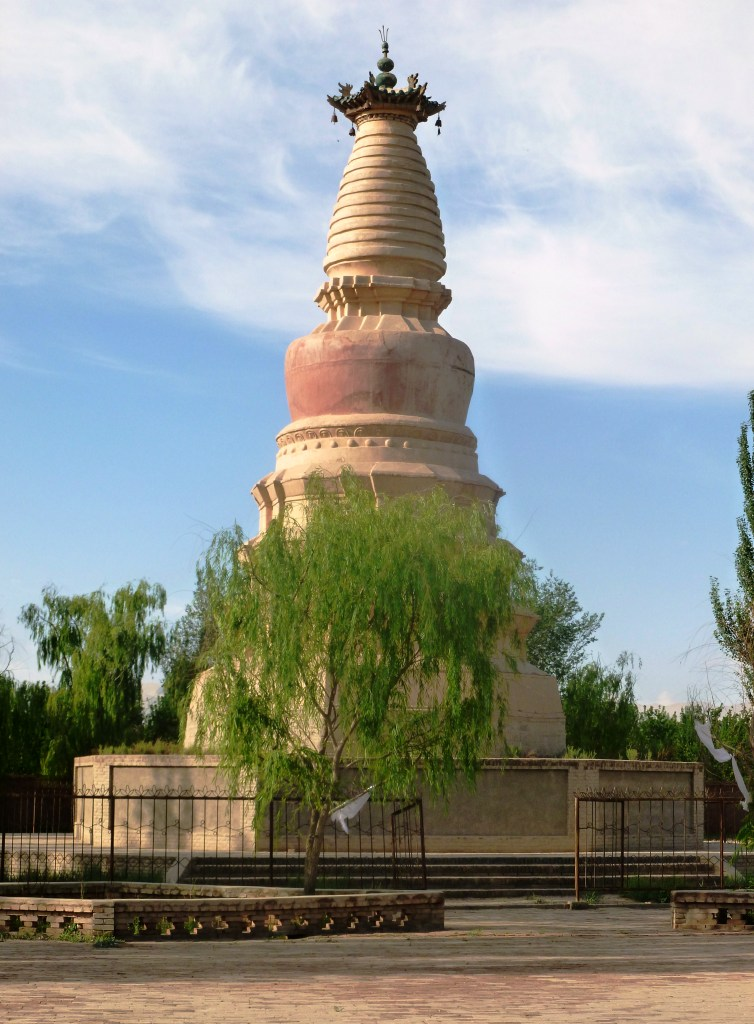
Stūpa de la Pagode du cheval blanc, en l'honneur de Kumarajiva.